# Caesalpinia angulata
Caesalpinia angulata   es una especie de árbol de la familia Fabaceae. Es endémica de Chile.

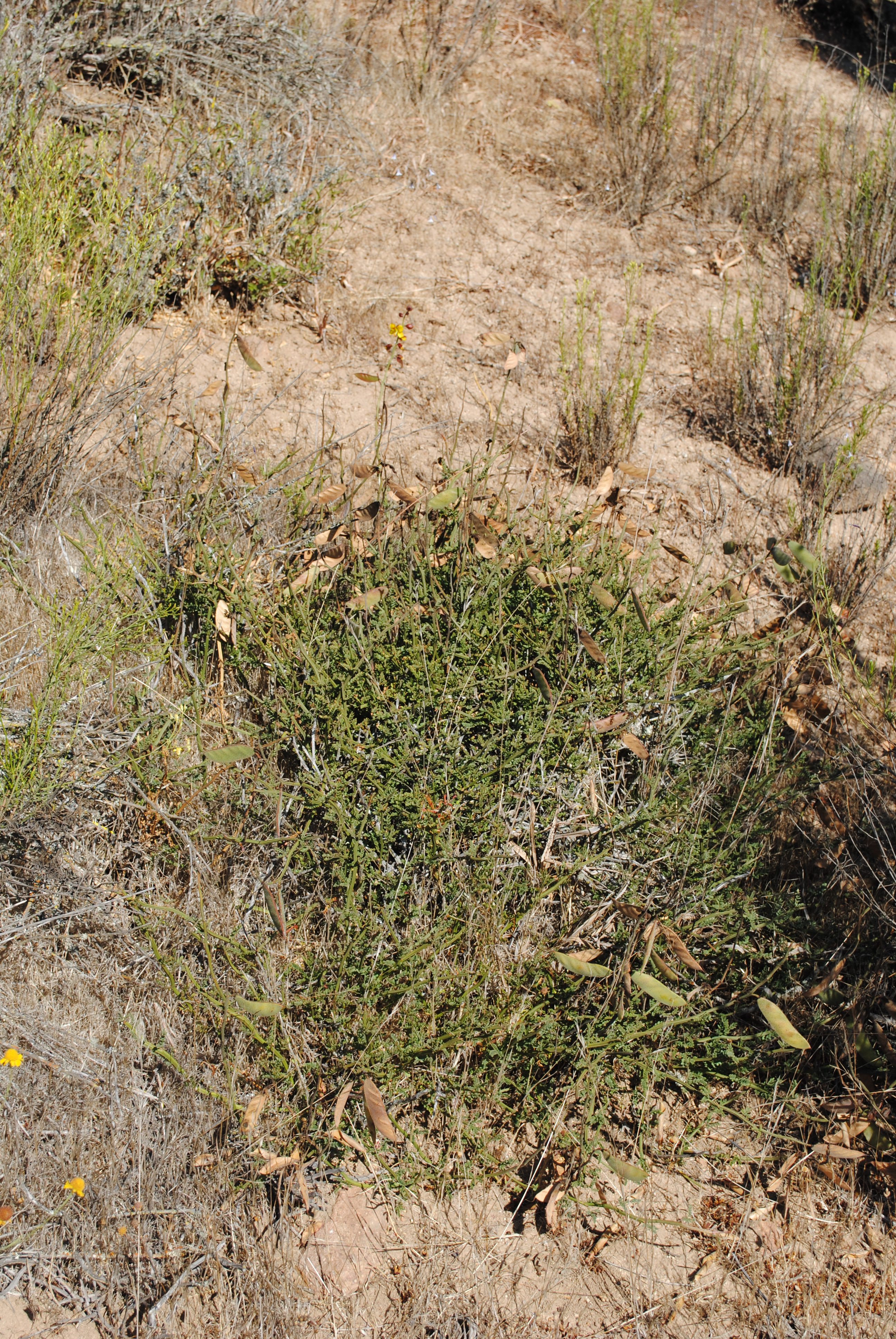
Vista de la planta en su hábitat

## Descripción
Es un arbusto caducifolio en verano de hasta 1 m de alto, globoso, de ramas erectas, angulosas y glabras. Hojas bipinnati-compuestas, 2-3 pares de pinnas, éstas, a su vez, con 5 a 8 pares de folíolos elípticos, glabros. Las flores se disponen en racimos laxos terminales de 10-15 cm de largo. Cáliz con 5 sépalos de color rojo oscuro; corola con 5 pétalos amarillos, el superior con manchas o líneas rojas; androceo 10 estambres. El fruto es una legumbre 4-6 cm de largo, plana, roja oscura, con glándulas negras, que pasa a café clara al madurar; tiene 2 a 3 semillas acorazonadas; maduran a fines de primavera y comienzos del verano.

## Distribución geográfica
Es una especie endémica de Chile. Se encuentra en las Regiones de Atacama (III) y Región de Coquimbo (IV).

## Taxonomía
Caesalpinia angulata fue descrito por (Hook. et Arn.) Baillon y publicado en Adansonia 9: 227. 1870.
Etimología
Caesalpinia: nombre genérico que fue otorgado en honor del botánico italiano Andrea Cesalpino (1519-1603).
angulata: epíteto latíno que significa "con ángulos, angular".
Sinonimia
- Caesalpinia angulicaulis Clos
- Zuccagnia angulata Hook. & Arn. basónimo[5]